# Breach
Breach var ett hardcoreband från Luleå. Gruppen existerade 1993–2001, men återförenades 2007 för en spelning i Stockholm. Under dess verksamma tid var bandet kontrakterat av Burning Heart Records. Breach gav ut fyra studioalbum och lika många EP-skivor 1994–2001.

## Biografi

### Outlines, Friction och Old Songs vs. New Beats
Breach bildades i Luleå 1993. Två av medlemmarna, Christian Andersson och Tomas Hallbom, hade tidigare spelat i Superdong och när det bandet splittrades bildades två nya band. Det ena var Fireside och det andra var Breach. Breachs första skivmedverkan blev på samlingsalbumen Signed for Life och Hardcore for the Masses Vol. 2 innan man 1994 gav ut debut-EP:n Outlines på Burning Heart Records. Bandet bestod vid denna tidpunkt av Christian Andersson (bas), Jan Westerberg (trummor), Anders Ekström (gitarr), Erik Carlsson (gitarr) och Tomas Hallbom (sång).
Debutalbumet Friction släpptes året efter. Skivan spelades in med Dismembers Fred Estby som producent och låg genremässigt inom metallbaserad new school-hardcore. För att marknadsföra skivan släppte Burning Heart Records en fyra låtars promotions-EP, vars baksidestext klargjorde att alla låtar hämtats från Friction. Denna information visade sig dock vara felaktig då låten "Tribe", som fanns med på EP:n, inte alls fanns med på albumet.
Ytterligare medverkan på samlingsalbum följde, däribland Cheap Shots Vol. 1 (1995). Bandet gjorde också sin första spelning på Hultsfredsfestivalen, där de spelade på scenen Stora dans.
1996 utgavs bandets andra EP, Old Songs vs. New Beats, som producerades av Pelle Gunnerfeldt. Samma år medverkade Breach på flera samlingsalbum, däribland Cheap Shots Vol. 2. En 7"-singel, Untitled, gavs också ut innan året var slut.

### It's Me God
1997 släpptes Breachs andra studioalbum, It's Me God, vilken utmärktes av ett laborativt, progressivt thrash-sound blandat med hardcore. Skivan spelades in och producerades av Pelle Gunnerfeldt. Gruppen gav även ut en split-EP, Six Song Split-CD, tillsammans med det belgiska bandet Regression och medverkade också på en rad samlingsskivor, däribland Cheap Shots Vol. 3. Bandet turnerade och gjorde samma år bl.a. sin andra spelning på Hultsfredsfestivalen, där man spelade på scenen Stereo.

### Venom
På nästa skiva, Venom (2000), hade Breach återigen förändrat ljudbilden. Skivan präglas av ett minimalistiskt och mer brutalt sound än tidigare album. Inför skivan hade bandet genomgått flera medlemsbyten. Gitarristen Erik Carlsson hade nu ersatts av Niklas Quintana och basisten Christian Andersson av Magnus Höggren. Den ursprunglige trummisen Jan Westerberg hade också slutat. På skivan ersattes han dock inte av en utan av tre trummisar: Jejo Perković, Per Nordmark och Tomas Turunen. Dessa turades om att spela på olika låtar på skivan. Vid tidpunkten för skivan var ingen av dessa officiellt medlemmar i bandet, även om Nordmark och Turunen skulle komma att bli det senare.
Skivan mottogs väl och hyllades av den brittiska musiktidningen Kerrang!. Skivan gick även försäljningsmässigt bra och låg under en tid på den europeiska Billboard-listan. LP-versionen av Venom gavs ut på Trust No One Recordings, som samma år också gav ut den självbetitlade 7"-singeln Breach. En fem veckor lång Europaturné tillsammans med Neurosis och Entombed följde. Under denna turné bröt sångaren Tomas Hallbom foten efter att ha spelat basket tillsammans med bandmedlemmarna i Neurosis. Turnén ställdes emellertid inte in, men Hallbom fick använda kryckor för att kunna genomföra bandets spelningar. Samma år gjorde bandet sin tredje och sista spelning på Hultsfredsfestivalen, där man spelade på scenen Teaterladan. Året efter kom EP-skivan Godbox och samma år grammisnominerades bandet för Venom. Inför Godbox hade basisten Magnus Höggren ersatts av Kalle Nyman.

### Kollapse
2001 utkom Breach fjärde och sista studioalbum Kollapse. Skivan präglas av kontraster och låtarna pendlar mellan att vara lågmälda och instrumentala till hårda och Neurosis-influerade. Genremässigt rör den sig mellan postrock och metal.
Inför skivan hade bandet återigen genomgått medlemsbyten, precis som inför Venom och Godbox. Bandets ena trummis Tomas Turunen hade hoppat av utan att ersättas av en ny. Basisten Kalle Nyman hade också ersatts av Randy-medlemmen Johan Gustavsson. Skivan gästades bl.a. av Brick-sångaren Patrik Instedt.
Bandet gjorde endast två spelningar i anslutning till skivan. En av dessa var inför en sittande publik på Södra teatern i Stockholm.
Kort efter att albumet getts ut meddelade Breach att de skulle splittras. Sångaren Tomas Liljedal (tidigare Hallbom) kommenterade splittringen på följande sätt: "Folk tappade motivationen och det blev mycket av allt, både bitterhet och att det inte längre gick att få alla att ge hundra procent. Egentligen ville vi väl inte lägga ner men det var tvunget att bli så. De senaste åren har vi inte heller ringt varandra i onödan och vi har behövt den här tiden för att allt gammalt ska glömmas. Även om vi aldrig direkt varit ovänner eller slutat vara kompisar så hade Breach kommit till ett slut."

### Återföreningen
Den 6 december 2007 återuppstod bandet för en spelning på Debaser Medis i Stockholm. Bandet hade under sommaren samma år spelat på sångarens bröllop och därigenom funnit inspiration till att spela tillsammans igen. På spelningen medverkade återigen Tomas Turunen på trummor, som avslutade sista låten med ett trumsolo. Aftonbladets journalist Per Bjurman kommenterade detta som "ett av de bästa trumsolona i sitt liv hitintills". Totalt spelades arton låtar på återföreningsspelningen och bandet avslutade konserten med att slå sönder sina instrument på scen.

## Diskografi

### Album
- Friction (1995)
- It's Me God (1997)
- Venom (2000)
- Kollapse (2001)

### EP
- Outlines (1994)
- Old Songs vs. New Beats (1996)
- Six Song Split-CD (1997)
- Godbox (2000)

### Singlar
- Untitled (1996) (Chapel Hill Records)
- Breach (1999) (Trust No One Recordings)

### Medverkan på samlingsskivor
- 1993 - Signed for Life ("Senseless Pride", "Tears" och "Walls of Reality", Burning Heart Records)
- 1994 - Hardcore for the Masses Vol. 2 ("Potential Failure", Burning Heart Records)
- 1994 - Teaching You No Fear ("Fiction", Burning Heart Records)
- 1995 - Cheap Shots Vol. 1 ("Predict a Life", "Despise the Fact" och "Public Holocaust" (Apesex-cover), Burning Heart Records)
- 1995 - Built to Rip ("Almighty Generation", Burning Heart Records)
- 1995 - A Journey into Sound Vol. 5 ("Fiction", Visions Magazine)
- 1996 - Northcore - Where the Cold Things Are ("View of Friendship" och "Senseless Pride", Burning Heart Records)
- 1996 - Cheap Shots Vol. 2 ("Almighty Generation" och "Flames", Burning Heart Records)
- 1997 - Cheap Shots Vol. 3 ("Replenish the Empty", Burning Heart Records)
- 1997 - Stronger than Ever ("Center", Burning Heart Records)
- 1997 - Festival Sampler 1997 ("Replenish the Empty", Warner Chappell)
- 1998 - Area 51 (Digital Zero/Overload) ("Deadhead", I Scream Records/Victory Records)
- 1998 - Still Screaming ("Valid" och "Helldrivers", Burning Heart Records)
- 1998 - Moondog Entertainment Presents Sweden Deluxe ("Replenish the Empty", Moondog Entertainment)
- 1999 - Soundcheck #33 ("Path of Conscience", Close-Up Magazine)
- 1999 - Hits Underground II ("Deadheads", okänt bolag)
- 2000 - Cheap Shots Vol. 4 ("Path of Conscience", Burning Heart Records)
- 2000 - Close-Up Made Us Do It ("Path of Conscience", Burning Heart Records)
- 2001 - Cheap Shots Vol. 5 ("Common Day", Burning Heart Records)
- 2001 - Soundcheck #49 ("Lost Crew", Close-Up Magazine)
- 2002 - All Areas Vol. 23 ("Lost Crew", Visions Magazine)
- 2007 - Svenska punkklassiker Vol. 2 ("Replenish the Empty", MNW)

### Fotnoter
1. 1 2 3 4 5 6  ”Breach”. Burning Heart Records. http://www.burningheart.com/bands/index.php?id=136&bio=1. Läst 14 januari 2012.
2. ↑  ”Outlines”. Discogs.com. http://www.discogs.com/Breach-Outlines/release/1401445. Läst 16 januari 2012.
3. ↑  ”Friction”. Burning Heart Records. http://www.burningheart.com/bands/index.php?id=132. Läst 17 januari 2012.
4. ↑  ”Untitled Promotion-EP”. Discogs.com. http://www.discogs.com/Breach-Untitled/release/2181920. Läst 17 januari 2012.
5. 1 2 3 4 5  ”Breach”. Discogs.com. http://www.discogs.com/artist/Breach. Läst 14 januari 2012.
6. ↑  ”Hultsfredsfestivalen 1995”. Rockparty.se. http://www.rockparty.se/festivalen/festivalhistorik/1995.html. Läst 17 januari 2012.
7. ↑  ”Old Songs vs. New Beats”. Discogs.com. http://www.discogs.com/Breach-Old-Songs-Vs-New-Beats/release/1401466. Läst 17 januari 2012.
8. ↑  Huey, Steve. ”It's Me God”. Allmusic.com. http://www.allmusic.com/album/its-me-god-r450022. Läst 14 januari 2012.
9. ↑  ”Hultsfredsfestivalen 1997”. Rockparty.se. http://www.rockparty.se/festivalen/festivalhistorik/1997.html. Läst 17 januari 2012.
10. ↑  ”Venom”. Discogs.com. http://www.discogs.com/Breach-Venom/release/479823. Läst 16 januari 2012.
11. 1 2 3  ”Interview with Tomas Hallbom”. Creative Eclipse. Arkiverad från originalet den 27 oktober 2014. https://web.archive.org/web/20141027092039/http://www.creative-eclipse.com/file/interviews27.htm. Läst 14 januari 2012.
12. 1 2 3 4  Granström, Klas (28 augusti 2007). ”Breach gör comeback”. Norbottenskuriren. Arkiverad från originalet den 2 maj 2013. https://archive.is/20130502164739/http://www.kuriren.nu/arkiv/2007/08/28/Lule%E5/1123733/Breach-g%F6r-comeback.aspx. Läst 14 januari 2012.
13. ↑  ”Hultsfredsfestivalen 1999”. Rockparty.se. http://www.rockparty.se/festivalen/festivalhistorik/1999.html. Läst 17 januari 2012.
14. ↑  ”Godbox”. Discogs.com. http://www.discogs.com/Breach-Godbox/release/683711. Läst 16 januari 2012.
15. ↑  Nordlander, Mikael (7 december 2001). ”Kollapse”. Dagensskiva.com. http://dagensskiva.com/2001/12/07/breach-kollapse/. Läst 16 januari 2012.
16. ↑  ”Kollapse”. Discogs.com. http://www.discogs.com/Breach-Kollapse/release/479808. Läst 16 januari 2012.
17. ↑  ”Återförenat Breach ger en konsert en Stockholm”. Vi musiker. Arkiverad från originalet den 4 mars 2016. https://web.archive.org/web/20160304113029/http://www.vimusiker.se/musikforum/f6t4606s1.html. Läst 14 januari 2012.
18. ↑  ”Breach”. Enotes.com. http://www.enotes.com/topic/Breach_%28band%29. Läst 16 januari 2012.
19. ↑  ”Breach”. Groove. http://groove.se/site/recension.asp?recId=1467&mediumId=5. Läst 14 januari 2012.